# Иконому, Мариос
Мариос Иконому (греч. Μάριος Οικονόμου; 6 октября 1992, Янина, Греция) — греческий футболист, защитник. Выступал за сборную Греции.

## Клубная карьера
Иконому — воспитанник клуба ПАС из своего родного города. 22 декабря 2011 года в поединке Кубка Греции против «Диагораса» Мариос дебютировал за основной состав. 1 октября 2012 года в матче против «Левадиакоса» он дебютировал в греческой Суперлиге. В 2013 году у Ойконому закончился контракт и Мариос на правах свободного агента перешел в итальянский «Кальяри». 6 апреля 2014 года в матче против «Ромы» он дебютировал в итальянской Серии А.
В 2014 году Иконому перешёл в «Болонью», став частью сделки по переходу Алессандро Капелло в обратном направлении. В матче против «Тернаны» он дебютировал в Серии B. В том же поединке Мариос забил свой первый гол за «Болонью». По итогам сезона Ойконому помог команде вернуться в элиту. 22 августа 2015 года в матче против «Лацио» он дебютировал за клуб на высшем уровне.
Летом 2017 года для получения игровой практики Мариос на правах аренды перешёл в СПАЛ. 20 августа в матче против «Лацио» он дебютировал за новую команду. В начале 2018 года Иконому перешёл на правах аренды в «Бари». 27 января в матче против «Эмполи» он дебютировал за новую команду. Летом 2018 года Иконому на правах аренды вернулся на родину в столичный АЕК. 8 августа в квалификационном матче Лиги чемпионов против шотландского «Селтика» он дебютировал за новую команду.

## Международная карьера
24 марта 2016 года в товарищеском матче против сборной Черногории Ойконому дебютировал за сборную Греции, заменив во втором тайме Костаса Маноласа.